# Gregory Sierra
Gregory Joseph Sierra (New York, 25 gennaio 1937 – Laguna Woods, 4 gennaio 2021) è stato un attore statunitense di origini portoricane.
È noto al pubblico per aver interpretato la sitcom Sanford and Son, nel ruolo del vicino Julio Fuentes, amico invadente dei due Sanford.

## Carriera
La sua carriera artistica inizia nel 1969 e lo vede presente in un'ampia serie di produzioni televisive e cinematografiche, frequentemente in ruoli da comprimario. Ne L'altra faccia del pianeta delle scimmie (1970) interpreta il mutante Verger. Nel 1973 è il detenuto Antonio in Papillon. Nel 1992 è lo spacciatore Felix Barbossa in Massima copertura, sotto la direzione di Bill Duke. In televisione, oltre al portoricano Julio, nel 1984 interpreta Lou Rodriguez in Miami Vice, mentre in Star Trek: Deep Space Nine indossa i panni di Corbin Entek.

## Filmografia parziale

### Cinema
- L'altra faccia del pianeta delle scimmie (Beneath the Planet of the Apes), regia di Ted Post (1970)
- L'impossibilità di essere normale (Getting Straight), regia di Richard Rush (1970)
- Cielo rosso all'alba (Red Sky at Morning), regia di James Goldstone (1971)
- Per una manciata di soldi (Pocket Money), regia di Stuart Rosenberg (1972)
- Fango, sudore e polvere da sparo (The Culpepper Cattle Co.), regia di Dick Richards (1972)
- La collera di Dio (The Wrath of God), regia di Ralph Nelson (1972)
- Il ladro che venne a pranzo (The Thief Who Came to Dinner), regia di Bud Yorkin (1973)
- Papillon, regia di Franklin Schaffner (1973)
- L'ispettore Martin ha teso la trappola (The Laughing Policeman), regia di Stuart Rosenberg (1973)
- L'inferno di cristallo (The Towering Inferno), regia di John Guillermin (1974)
- Un cowboy alle Hawaii (The Castaway Cowboy), regia di Vincent McEveety (1974)
- Arizona campo 4 (Mean Dog Blues), regia di Mel Stuart (1978)
- Il prigioniero di Zenda (The Prisoner of Zenda), regia di Richard Quine (1979)
- Eroi per un amico (Let's Get Harry), regia di Stuart Rosenberg (1986)
- Agente Porter al servizio di Sua Maestà (The Trouble with Spies), regia di Burt Kennedy (1987)
- Massima copertura (Deep Cover), regia di Bill Duke (1992)
- Tesoro, mi si è allargato il ragazzino (Honey I Blew Up the Kid), regia di Randal Kleiser (1992)
- Il meraviglioso abito color gelato alla panna (The Wonderful Ice Cream Suit), regia di Stuart Gordon (1998)
- Vampires, regia di John Carpenter (1998)
- Mafia! (Jane Austen's Mafia!), regia di Jim Abrahams (1998)

### Televisione
- Operazione ladro (It Takes a Thief) – serie TV, episodio 2x22 (1969)
- Ai confini dell'Arizona (The High Chaparral) – serie TV, episodio 3x14 (1970)
- Colombo (Columbo) – serie TV, episodio 3x05 (1974)
- The Bill Cosby Show – serie TV, episodio 2x03 (1970)
- Sanford and Son – serie TV, 12 episodi (1972-1975)
- Barney Miller – serie TV, 35 episodi (1975-1976)
- A.E.S. Hudson Street – serie TV, 5 episodi (1978)
- Bolle di sapone (Soap) – serie TV, 12 episodi (1980-1981)
- Insight – serie TV, 5 episodi (1973-1981)
- Hill Street giorno e notte (Hill Street Blues) – serie TV, 4 episodi (1983)
- Tuono blu (Blue Thunder) – serie TV, 1 episodio (1984)
- Miami Vice – serie TV, 4 episodi (1984)
- Cuore e batticuore (Hart to Hart) – serie TV, episodio 5x14 (1984)
- Fuga dallo spazio (Something Is Out There) – serie TV, 8 episodi (1988-1989)
- X-Files (The X-Files) – serie TV, episodio 1x05 (1993)
- Star Trek: Deep Space Nine – serie TV, episodio 3x05 (1994)
- La signora in giallo (Murder, She Wrote) – serie TV, 6 episodi (1985-1995)
- MacGyver – serie TV, episodio 5x15 (1990)

## Doppiatori italiani
Nelle versioni in italiano delle opere in cui ha recitato, Gregory Sierra è stato doppiato da:
- Michele Kalamera in X-Files, Star Trek: Deep Space Nine
- Antonello Governale in Sanford and Son
- Rodolfo Traversa in Miami Vice
- Gianni Marzocchi ne Il prigioniero di Zenda
- Manlio De Angelis in Eroi per un amico
- Massimo Milazzo in Agente Porter al servizio di Sua Maestà
- Dario Penne in Massima copertura
- Gabriele Carrara in La signora in giallo (ep. 9x15)
- Ambrogio Colombo in La signora in giallo (ep. 11x01, 11x16)
- Sandro Sardone in Vampires